# オークワ
株式会社オークワ（英: OKUWA CO.,LTD.）は、和歌山県和歌山市に本社を置き、和歌山県内を中心に近畿地方や東海地方で展開しているチェーンストア。日本流通産業に加盟している。

## 沿革
- 1938年（昭和13年）5月30日 - 三重県熊野市で[4]創業者・大桑勇が呉服反物の委託販売を行う「大桑呉服店」を創業。
- 1941年（昭和16年） - 三重県南牟婁郡紀和町に移転[5]。
- 1959年（昭和34年）
  - 2月27日 - 和歌山県新宮市に、有限会社主婦の店新宮店を設立[3]。
  - 3月 - 和歌山県初のセルフ式スーパーマーケットとして「主婦の店新宮店」を開店[6][注釈 1]。
  - 6月 - 三重県熊野市に2号店「主婦の店熊野店」を開店。
- 1963年（昭和38年） - 本社を三重県南牟婁郡鵜殿村に移転[5]。
- 1966年（昭和41年）
  - 「主婦の店オークワ」から「オークワ」に社名変更。
  - 大阪府1号店の「生野店」開店。
- 1968年（昭和43年）「主婦の店新宮店」が「新宮大桑百貨店」にリニューアル。
- 1969年（昭和44年）2月21日 - 株式会社主婦の店オークワ設立[2]。
- 1971年（昭和46年）5月 - ジャスコ株式会社（現イオン）と各50％の出資でジャスコ・オークワ株式会社を設立[3]。
- 1975年（昭和50年）5月 - 株式会社チェーンストアオークワに社名を変更[3]。
- 1977年（昭和52年）「鳩」を象ったロゴマークが誕生。新宮大桑百貨店と一般店のロゴマークが統一される。
- 1985年（昭和60年） - 奈良県1号店の「五条店」開店。
- 1987年（昭和62年）10月8日 - 大阪証券取引所第2部に上場。証券コードは8217。
- 1988年（昭和63年） - 和歌山市に和歌山食品工場を開設、翌年には惣菜工場も操業開始した。
- 1990年（平成2年）8月1日 - 大阪証券取引所第1部に指定換え。
- 1993年（平成5年） - 大桑教育文化振興財団を設立。
- 1996年（平成8年）8月30日 - 株式会社オークワ（三重）と資本・業務提携[7]。
- 1999年（平成11年）
  - 8月21日 - 株式会社オークワ（三重）を吸収合併[8]。
  - 9月21日 - 三重県鈴鹿郡関町に「関流通センター」が稼働[9]。
- 2000年（平成12年）2月 - 現社名に変更[10]。
- 2001年（平成13年）3月7日 - 東京証券取引所第1部に上場[1]。
- 2002年（平成14年）8月20日 - ジャスコ・オークワの清算完了[11]。
- 2003年（平成15年）11月4日 - 「泉佐野流通センター」が稼働[12]。
- 2004年（平成16年） - プライスカット業態1号店（西浜店）、メッサ業態1号店（ガーデンパーク和歌山店）開店。
- 2005年（平成17年）
  - 9月 - 無人レジシステムを導入[13]。
  - 9月5日 - ドラッグストア最大手である株式会社マツモトキヨシとドラッグ事業における業務提携を締結[14]。
  - 11月1日 - 和歌山市内でチェーンスーパーを展開していた株式会社ヒラマツと資本業務提携を結び、同社を傘下とする[15]。ヒラマツの一部店舗をプライスカットブランドなどに転換。
- 2006年（平成18年）
  - 7月 – 株式会社ヒラマツを子会社化。
  - 8月 - 大阪府和泉市の「和泉小田店」でネットスーパー事業を開始[16]。
- 2007年（平成19年）
  - 11月21日 - 愛知県1号店「愛西プラザ店」開店[17]。近畿地方以外では初の出店となった。
  - 12月20日 - DCM Japanホールディングスにオージョイフルの株式を譲渡。
- 2008年（平成20年）
  - 岐阜県1号店「プライスカット岐阜柳津店」[注釈 2]、兵庫県1号店「プライスカット明石大久保店」開店。
  - 5月15日 - 定時株主総会において、福西拓也常務を代表取締役社長に選任（創業家以外の人物では初の社長就任となる）。大桑啓嗣社長は取締役副会長に就任。
  - 6月30日 - 東海地区でスーパーマーケットを展開する株式会社パレを完全子会社とし、同社運営の「パレマルシェ」17店舗をオークワグループの一員とする[18]。
  - 7月4日 - 岐阜県に初の出店となるプライスカットオークワ岐阜柳津店を開店[19]。
  - 10月 - 標準通い箱の「食品クレート標準Ⅱ型」を導入[20]。
  - 11月7日 - 兵庫県に初の出店となるプライスカットオークワ明石大久保店を開店[21]。
- 2009年（平成21年）
  - 1月 - 「和泉小田店」で携帯電話専用サイトを用いたネットスーパーの受注を開始[16]。
  - 改装となった甲子園球場の外野スタンド内出入り口の上部に看板出展。
- 2010年（平成22年）
  - 衣料品・お弁当など一部の商品購入を除きレジ袋の無料配布を取りやめ有料化。2011年には、和歌山県北部地域で無料配布を再開。
  - 6月8日 - 神戸物産と折半出資で株式会社OK'sクリエイトと株式会社 オーデリカ's Kを設立する。[22]
  - 10月 - 和歌山県と共同で山間地の龍神村地区を対象にネットスーパー事業を開始[16]。
- 2011年（平成23年）
  - 2月7日 - フードセンター富田屋（現：トミダヤ=コノミヤ傘下）と業務提携契約の締結を発表[23]。
  - 7月29日 - 西日本電信電話とネットスーパーにおいて協業することで合意[24]。
  - 12月2日 - クックパッドやアイディーズと検索や購買履歴などの分析による販売促進などで連携することで合意[25]。
- 2012年（平成24年）
  - 2月21日 - 子会社の株式会社パレを吸収合併[26]。「パレマルシェ」の店舗ブランドはそのまま維持される。
  - 9月10日 - 健康上の理由で社長の福西拓也が退任し、後任の代表取締役社長に専務の神吉康成を充てる人事を発表した[27]。
  - 10月21日 - 宅配弁当事業を開始[28]。
  - 12月17日 - 関連会社の勝浦オークワが破産。同社が経営している店舗が閉鎖。
- 2013年（平成25年）
  - 3月15日 - 兵庫県にオークワとして初の出店となるオークワ三田店を開店[29]。
  - 9月9日 - フードセンター富田屋と業務提携契約を解消[30]。
  - 10月[31] - 愛知県春日井市に[32]「東海食品センター」が本格稼働[31]。
- 2015年（平成27年）
  - 8月6日 - 訪日外国人観光客向け「消費税免税サービス」を、和歌山市内の2店舗（スーパーセンターパームシティ和歌山店・スーパーセンターセントラルシティ和歌山店）にて同日より実施。
- 2016年 – 2月から順次オークワ全132店舗（プライスカットは除く）で、iD、楽天Edy、交通系ICカードなどの電子マネー決済サービスを開始。[33]
- 2018年（平成30年）
  - 10月1日 - 10月1日より、単元株式数が1,000株から100株へ変更。[34]
  - 11月12日 - オーカード・オーカードプラスのポイントサービスを、子会社である株式会社ヒラマツでの取り扱いを開始すると発表。[35]
- 2022年（令和4年）11月21日 – 子会社の株式会社ヒラマツを吸収合併する[36]。合併時点での現存店舗は存続し、新設される「近畿第五販売部」の傘下になる[37]。
- 2024年（令和6年）1月 タッチ決済利用開始

## 店舗ブランド

### オークワ
- レギュラーである食料品を中心としたスーパーマーケット（SSM）[38]。衣料品や住居用品などを扱う店舗も存在する。主力業態であり発祥時から続く店舗形態。
- ショッピングセンター - 食料品・衣料品のスーパーマーケットと専門店街で形成される総合スーパー（GMS）店舗。店舗名が『○○シティ』となることが多く、代表的なものに、パームシティ（和歌山県和歌山市）、ロマンシティ（和歌山県御坊市）、パビリオンシティ（和歌山県田辺市）などがある。また、ネイバーフッド型ショッピングセンターの「オーストリート」も存在する。

- 泉大津店（大阪府泉大津市春日町）
- 加古川野口店（閉店・兵庫県加古川市野口町）
- 岡崎インター店（閉店・愛知県岡崎市大平町）
- 橿原畝傍店（奈良県橿原市四分町）
24時間営業の店舗の例
- わくわくシティ尾崎店（大阪府阪南市下出）
ショッピングセンター型店舗の例

### スーパーセンターオークワ
食料品・衣料品・住居用品を多品種・多品目品揃えしたワンフロア店舗（スーパーセンター）。
- 和泉納花店（大阪府和泉市納花町）
- テラスゲート土岐店（岐阜県土岐市土岐ヶ丘）

### プライスカット
2004年（平成16年）4月に展開を開始したディスカウントストア（DS）業態。展開当初は既存の不採算店舗を業態転換して出店していたが、事業が軌道に乗ったため、現在は新規出店も行っている。
- 生駒東山店（奈良県生駒郡平群町菊美台）
- 又穂店（愛知県名古屋市西区又穂町、2015年1月19日閉店）

### メッサオークワ
2004年（平成16年）12月に出店開始した、高品質スーパーマーケット業態。
高級品や海外輸入品などの食料品も扱い、外観と内装は黒を基調としたデザインとし、商品種類や店舗デザインで従来のオークワと差別化を図り高級感を演出している。名称である「メッサ」はスペイン語の "MESA"（「食卓」の意味）から採用された。
西日本で初めてセルフレジを導入した。

### パレマルシェ
元は名鉄グループだった株式会社名鉄パレ（末期は「株式会社パレ」へ店舗を移管して名鉄グループから離脱）が運営していた食品スーパー「名鉄パレ」を吸収合併した上で引き継いだもの。そのため、店舗網も名古屋鉄道沿線を中心に東海地方（愛知県・岐阜県・静岡県）で展開している。「パレマルシェ」ブランドは、名鉄パレから引き継いだ店舗（またはその移転オープン店舗）のみであり、東海地方で新規出店する場合は「オークワ」ブランドの店名となる。
一部店舗（神宮前店、池下店、岐阜駅前店）は、上記のメッサオークワに近い「メッサ業態」と位置づけた店舗作りをしている。
- 河和店（愛知県知多郡美浜町河和）
- 堀田店（愛知県名古屋市瑞穂区新開町、2022年8月20日閉店）

## 店舗
- 和歌山県 - 42店舗
- 大阪府 - 19店舗
- 奈良県 - 33店舗
- 三重県 - 23店舗
- 愛知県 - 12店舗
- 岐阜県 - 15店舗
- 兵庫県 - 1店舗
- 静岡県 - 2店舗

一部店舗で、スーパーマーケットでは西日本初のセルフレジ導入と、関西初の24時間営業も行っている。

## プライベートブランド
共同ブランド
- くらしモア

日本流通産業（ニチリウ）加盟各社が共同して導入するプライベートブランド。
自社ブランド
以下のブランドはすべて2020年に導入。
- オークワプレミアム

製品の産地や素材、製法をこだわっているブランド。
- オークワマルシェ

各部門のバイヤーが勧めるブランド。
- オークワセレクト

メーカーとの共同開発品で、2020年時点で酒類に使用される。

## ネットスーパー
2006年（平成18年）8月に大阪府和泉市の「和泉小田店」で事業を開始し、開業当初から実店舗と同水準の約15,000品目と、取扱商品は当時の業界では最大級であった。
2008年（平成20年）11月に南紀店など一部店舗で織り込みチラシにネットスーパー用の注文番号を付記して電話注文も受け付ける方法を導入し、2009年（平成21年）1月には「和泉小田店」で携帯電話専用サイトを用いたネットスーパーの受注を開始するなど注文の受付方法の拡充を進めた。
また、2010年（平成22年）10月には和歌山県と共同で山間地の田辺市龍神村地区を対象にネットスーパー事業を開始し、過疎地での買い物難民対策としての展開にも着手した。

## 工場・センター
- オーデリカファクトリー和歌山（和歌山市[45]、2008年（平成20年）8月25日稼働[45][46]）

開設時点では敷地面積10,337m2、延床面積7,296m2。
鉄骨造り3階建ての惣菜工場。
- 関流通センター（三重県亀山市[9]、1999年（平成11年）9月21日稼働[9]）
- 東海食品センター（愛知県春日井市[32]、2011年（平成23年）10月20日稼働[47]）

## グループ会社・団体
- 財団法人大桑教育文化振興財団
- 株式会社オー・エンターテイメント

スポーツクラブや映画館を運営に加えて、2001年（平成13年）8月21日にオーマートの書籍・CD販売とビデオ・CDレンタル部門を移管し、ジストから社名を変更。
- 株式会社オークフーズ
- 株式会社リテールバックオフィスサポート
- 有限会社マミー旧社名:有限会社ショッピングセンターマミー
- 株式会社サンライズ

1982年（昭和57年）3月設立の食品仕入会社。

## 過去に存在したグループ会社
- 株式会社勝浦オークワ
- 株式会社チェーンストアオークワ友の会

1988年（昭和63年）4月設立の友の会事業会社。
- 株式会社ヒラマツ - グループ会社になった直後から、ヒラマツの一部店舗がプライスカットやメッサヒラマツなどのオークワ系ブランドに転換された。
- 株式会社黒潮

1997年（昭和57年）2月設立の飲食業会社。
- 株式会社オーマート

ホームセンター、ドラッグ、書籍・CD販売、ビデオ・CDレンタル
2001年（平成13年）8月21日に書籍・CD販売とビデオ・CDレンタル部門をオー・エンターテイメントに移管し、残るホームセンター部門については2002年（平成14年）8月21日にジョイフル朝日と合併して「株式会社オージョイフル」となった。
- 株式会社オージョイフル

上記の通り、オーマートのホームセンター部門ならびにジョイフル朝日の統合により発足したが、2007年（平成19年）12月にDCM Japanホールディングス（現・DCMホールディングス）へ全株式を譲渡したのち、2009年（平成21年）3月にDCMホールディングス傘下のDCMダイキ株式会社（現・DCM株式会社）へ統合された。
- ジャスコ・オークワ株式会社

1971年（昭和46年）5月設立 、2002年（平成14年）8月20日清算完了。和歌山を中心に大型店を展開することを目的として、ジャスコ株式会社（現イオン）と折半出資で設立した が、当初の目的を果たせず清算に至った。なお、当社の清算後にイオングループは和歌山県内でイオンモール和歌山を開業させている。
- 株式会社ショッピングセンターマミー

1983年（昭和58年）7月設立のスーパー。
- 株式会社新生食品

1981年（昭和56年）11月設立の食品製造会社。
- 株式会社パーティハウス

1977年（昭和52年）3月設立の衣料品専門店。

## オーカード
オーカードというポイントカードが存在する。オーカードには2種類あり、オーカードとオーカードプラスが存在する。

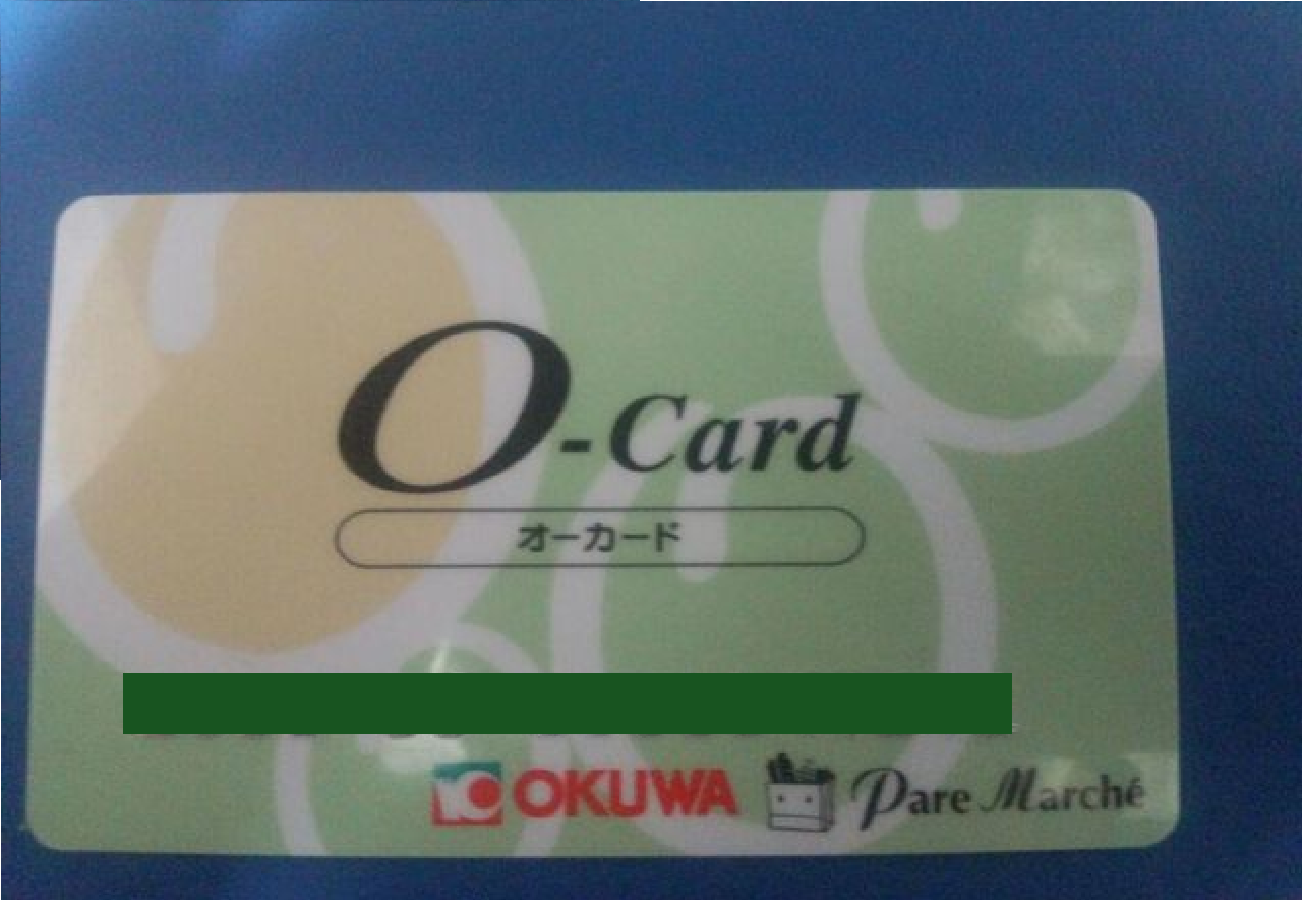
オーカード
ポイント専用カード。買い物200円（税抜）につき1ポイント付与。たまったポイントは1ポイント1円として現金に換金できる。カード特典として、ジストシネマ入館料割引、近畿・三重地区トヨタレンタリース各店割引の制度がある。オーカードは、和歌山県民の6割が所有している。
オーカードプラス(旧)
三菱UFJニコス（旧・日本信販）との提携による、クレジット機能付きオーカード。ポイント制度は通常のオーカードと同様で、NICOS・Visa提携先でのクレジットカードとして利用も可能。特典は通常のオーカードの特典に加え、南紀白浜アドベンチャーワールド入園優待、全日空ゲートタワーホテル飲食料割引制度が利用できた。2009年11月30日 使用終了。
オーカードプラス(新)
三井住友カード（旧・SMBCファイナンスサービス及びセディナ）との提携による、クレジット機能付きオーカード。ポイント制度は通常のオーカードと同様のものに加え、毎月9・19・29日に、クレジットポイント5倍デーを実施し、旧オーカードプラスと比べて、オーカード（ポイント専用カード）とポイント付加サービスに差をつける内容となっている。プラスクレジット機能はVisa・MasterCard・JCBから選べる。2010年4月1日からサービス開始。

## CMソング
「オークワからのごあいさつ」というCMソングがあり、CMや店頭で流されている。 足立浩一 作詞、服部克久 作曲。店頭では毎時0分に流れる。
曲は3番まである。同社ホームページ上でも視聴可能である。

## 和歌山放送との関係
長年にわたり和歌山放送（地元のAMラジオ局）との関係が深い。パームシティの開店当初から「和歌山放送カルチャーセンター」（株式会社和歌山放送事業センターが運営する、文化芸術を始めとする各種教室。2022年に閉鎖。）を設置していたほか、1社提供番組をこれまでに多く放送してきた（2022年時点では、オークワはっぴぃアフタヌーンとビューティフルサンデーの2番組）。
また新宮市のオークワ新宮仲之町店に同社新宮放送局のサテライトスタジオと支局オフィスがあるほか、過去に泉南市のオークワスカイシティ泉南店にも同様のサテライトスタジオがあった。